# DreamHack Cluj-Napoca 2015

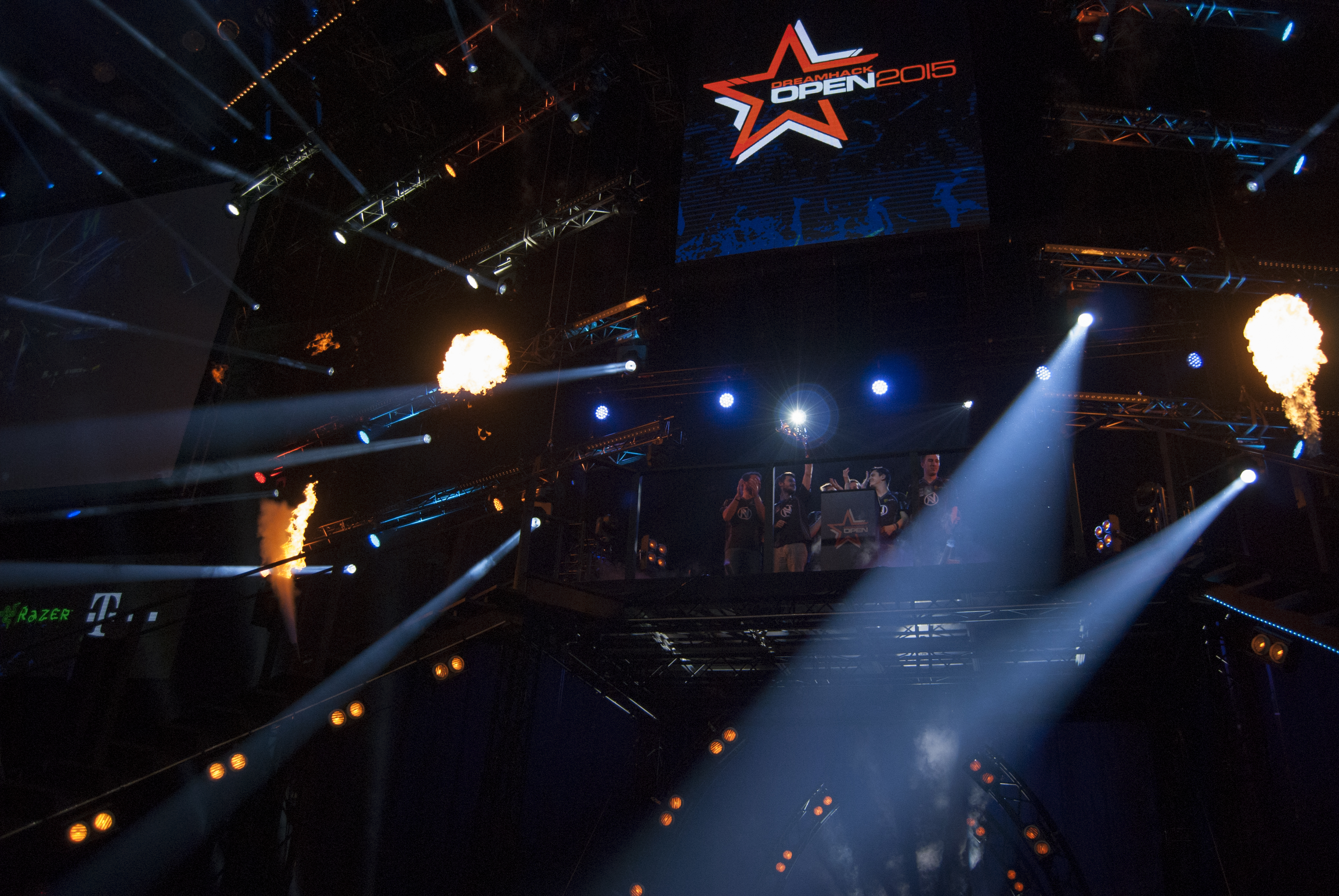
Miejsce rozgrywek

DreamHack Cluj-Napoca 2015 (DreamHack Open Cluj-Napoca 2015) – siódme mistrzowskie rozgrywki w Counter-Strike: Global Offensive organizowane przez DreamHack w dniach od 28 października do 1 listopada w mieście Kluż-Napoka przy współpracy Valve oraz PGL. Był to pierwszy tak prestiżowy turniej, który odbył się w Rumunii, a w puli nagród znalazło się 250 000 USD. Zawodnicy przebywali na scenie w specjalnych dźwiękoszczelnych budkach, aby nie słyszeć podpowiedzi od kibiców. Rozgrywki śledziło ponad 25 milionów osób, a finał w szczytowym momencie oglądało blisko milion widzów. Prestiżowy turniej i główną nagrodę wygrał Team EnVyUs, pokonując w finale Natus Vincere, a tytuł MVP zdobył Kenny "kennyS" Schrub.

## Drużyny
Osiem najlepszych drużyn z ESL One Cologne 2015 otrzymało bezpośrednie zaproszenia na DH Cluj-Napoca. Kolejne osiem miejsc było do wywalczenia podczas DreamHack Open Stockholm 2015, gdzie uczestniczyły drużyny sklasyfikowane na miejscach 9-16 podczas poprzedniego majora oraz osiem ekip z regionalnych kwalifikacji.
| Legendy - Fnatic - G2 Esports - Luminosity Gaming - Natus Vincere - Ninjas in Pyjamas - Team EnVyUs - Team SoloMid - Virtus.pro | Drużyny zakwalifikowane - Cloud9 - Counter Logic Gaming - Flipsid3 Tactics - mousesports - Team Dignitas - Team Liquid - Titan - Vexed Gaming |

1. ↑  Team Kinguin nawiązało współpracę z G2, w związku z czym zawodnicy występowali pod nazwą G2 Esports

## Format rozgrywek
Powrócono do formatu z jedną fazą grupową, z czterema grupami po cztery zespoły w każdej. Podczas gier w grupie obowiązywał system GSL, a mecze rozgrywano w trybie BO1. Wyjątkiem był pojedynek decydujący o awansie z drugiego miejsca, który rozgrywano w trybie BO3. 
Faza play-off pozostała bez zmian. Zagrało w niej 8 najlepszych zespołów, gdzie zwycięzca grupy był rozstawiony w ćwierćfinale. Dodatkowo drużyny z tych samych grup rozlokowano tak, aby mogły się ze sobą spotkać dopiero w finale. Mecze rozgrywano na zasadach Best-of-Three w systemie pojedynczej eliminacji.

### Pula map
Pula siedmiu map nie zmieniła się od poprzedniego majora, za to nieznacznie zmienił się sposób wyboru mapy. W fazie grupowej drużyny banowały naprzemiennie mapy do momentu, gdy zostały dwie, wówczas system spośród tych dwóch map wybierał ostateczną. Drużyna, która zbanowała 2 mapy miała prawo wyboru strony, po której chce rozpocząć mecz. W fazie pucharowej ekipy banowały po jednej mapie, a następnie wybierały po jednej na której drużyny chciały grać. Przeciwnik mógł wybrać po której stronie chciał rozpocząc mecz. Spośród trzech pozostałych map system losował mapę decydującą. Dostępnymi mapami były: 
- Cache
- Cobblestone
- Dust II
- Inferno
- Mirage
- Overpass
- Train

## Faza grupowa

### Grupa A
| Poz.             | Drużyna           | W | P | WR | PR | RR  | Pkt. |
| ---------------- | ----------------- | - | - | -- | -- | --- | ---- |
| 1                | Luminosity Gaming | 2 | 0 | 32 | 24 | +8  | 6    |
| 2                | Fnatic            | 2 | 1 | 61 | 44 | +17 | 6    |
| 3                | Cloud9            | 1 | 2 | 45 | 61 | -16 | 3    |
| 4                | Vexed Gaming      | 0 | 2 | 23 | 32 | -9  | 0    |
| Źródło: hltv.org |                   |   |   |    |    |     |      |

| Drużyna           | Wynik | Mapa        | Wynik | Drużyna           |
| ----------------- | ----- | ----------- | ----- | ----------------- |
| Fnatic            | 16    | Cobblestone | 10    | Vexed Gaming      |
| Luminosity Gaming | 16    | Dust II     | 11    | Cloud9            |
| Cloud9            | 16    | Cobblestone | 13    | Vexed Gaming      |
| Fnatic            | 13    | Inferno     | 16    | Luminosity Gaming |
| Fnatic            | 16    | Dust II     | 6     | Cloud9            |
| Fnatic            | 16    | Overpass    | 12    | Cloud9            |
| Fnatic            | -     | Cache       | -     | Cloud9            |

### Grupa B
| Poz.             | Drużyna          | W | P | WR | PR | RR  | Pkt. |
| ---------------- | ---------------- | - | - | -- | -- | --- | ---- |
| 1                | Team SoloMid     | 2 | 0 | 32 | 12 | +20 | 6    |
| 2                | G2 Esports       | 2 | 1 | 69 | 61 | +8  | 6    |
| 3                | mousesports      | 1 | 2 | 61 | 71 | -10 | 3    |
| 4                | FlipSid3 Tactics | 0 | 2 | 14 | 32 | -18 | 0    |
| Źródło: hltv.org |                  |   |   |    |    |     |      |

| Drużyna      | Wynik | Mapa     | Wynik | Drużyna          |
| ------------ | ----- | -------- | ----- | ---------------- |
| Team SoloMid | 16    | Cache    | 6     | FlipSid3 Tactics |
| G2 Esports   | 16    | Inferno  | 8     | mousesports      |
| mousesports  | 16    | Overpass | 8     | FlipSid3 Tactics |
| Team SoloMid | 16    | Dust II  | 6     | G2 Esports       |
| G2 Esports   | 19    | Mirage   | 16    | mousesports      |
| G2 Esports   | 12    | Inferno  | 16    | mousesports      |
| G2 Esports   | 16    | Cache    | 5     | mousesports      |

### Grupa C
| Poz.             | Drużyna           | W | P | WR | PR | RR  | Pkt. |
| ---------------- | ----------------- | - | - | -- | -- | --- | ---- |
| 1                | Virtus.pro        | 2 | 0 | 35 | 22 | +13 | 6    |
| 2                | Ninjas in Pyjamas | 2 | 1 | 61 | 42 | +19 | 6    |
| 3                | Titan             | 1 | 2 | 38 | 61 | -23 | 3    |
| 4                | Team Liquid       | 0 | 2 | 26 | 35 | -9  | 0    |
| Źródło: hltv.org |                   |   |   |    |    |     |      |

| Drużyna           | Wynik | Mapa        | Wynik | Drużyna           |
| ----------------- | ----- | ----------- | ----- | ----------------- |
| Virtus.pro        | 19    | Cobblestone | 15    | Team Liquid       |
| Ninjas in Pyjamas | 13    | Cobblestone | 16    | Titan             |
| Ninjas in Pyjamas | 16    | Mirage      | 11    | Team Liquid       |
| Virtus.pro        | 16    | Train       | 7     | Titan             |
| Titan             | 14    | Cache       | 16    | Ninjas in Pyjamas |
| Titan             | 1     | Dust II     | 16    | Ninjas in Pyjamas |
| Titan             | -     | Overpass    | -     | Ninjas in Pyjamas |

### Grupa D
| Poz.             | Drużyna              | W | P | WR | PR | RR  | Pkt. |
| ---------------- | -------------------- | - | - | -- | -- | --- | ---- |
| 1                | Team EnVyUs          | 2 | 0 | 32 | 15 | +17 | 6    |
| 2                | Natus Vincere        | 2 | 1 | 67 | 61 | +6  | 6    |
| 3                | Counter Logic Gaming | 1 | 2 | 61 | 72 | -11 | 3    |
| 4                | Team Dignitas        | 0 | 2 | 20 | 32 | -12 | 0    |
| Źródło: hltv.org |                      |   |   |    |    |     |      |

| Drużyna              | Wynik | Mapa        | Wynik | Drużyna              |
| -------------------- | ----- | ----------- | ----- | -------------------- |
| Team EnVyUs          | 16    | Cobblestone | 6     | Team Dignitas        |
| Natus Vincere        | 16    | Cobblestone | 12    | Counter Logic Gaming |
| Counter Logic Gaming | 16    | Cobblestone | 14    | Team Dignitas        |
| Team EnVyUs          | 16    | Mirage      | 9     | Natus Vincere        |
| Natus Vincere        | 16    | Train       | 9     | Counter Logic Gaming |
| Natus Vincere        | 10    | Cobblestone | 16    | Counter Logic Gaming |
| Natus Vincere        | 16    | Inferno     | 8     | Counter Logic Gaming |

## Faza pucharowa

### Drabinka
|  | Ćwierćfinały      | Ćwierćfinały      | Ćwierćfinały  |               |                   | Półfinały         | Półfinały | Półfinały |  |  | Finał | Finał | Finał |  |
|  |                   |                   |               |               |                   |                   |           |           |  |  |       |       |       |  |
|  | Team EnVyUs       | Team EnVyUs       | 2             |               |                   |                   |           |           |  |  |       |       |       |  |
|  | Team EnVyUs       | Team EnVyUs       | 2             |               |                   |                   |           |           |  |  |       |       |       |  |
|  | Fnatic            | Fnatic            | 1             |               |                   |                   |           |           |  |  |       |       |       |  |
|  | Fnatic            | Fnatic            | 1             |               | Team EnVyUs       | Team EnVyUs       | 2         |           |  |  |       |       |       |  |
|  |                   |                   |               |               | Team EnVyUs       | Team EnVyUs       | 2         |           |  |  |       |       |       |  |
|  |                   |                   | G2 Esports    | G2 Esports    | 1                 |                   |           |           |  |  |       |       |       |  |
|  | Virtus.pro        | Virtus.pro        | G2 Esports    | G2 Esports    | 1                 | 0                 |           |           |  |  |       |       |       |  |
|  | Virtus.pro        | Virtus.pro        |               |               |                   |                   |           |           |  |  |       |       |       |  |
|  | G2 Esports        | G2 Esports        | 2             |               |                   |                   |           |           |  |  |       |       |       |  |
|  | G2 Esports        | G2 Esports        | 2             |               | Team EnVyUs       | Team EnVyUs       | 2         |           |  |  |       |       |       |  |
|  |                   |                   |               |               |                   |                   |           |           |  |  |       |       |       |  |
|  |                   |                   | Natus Vincere | Natus Vincere | 0                 |                   |           |           |  |  |       |       |       |  |
|  | Team SoloMid      | Team SoloMid      | Natus Vincere | Natus Vincere | 0                 | 0                 |           |           |  |  |       |       |       |  |
|  | Team SoloMid      | Team SoloMid      |               |               |                   |                   |           |           |  |  |       |       |       |  |
|  | Ninjas in Pyjamas | Ninjas in Pyjamas | 2             |               |                   |                   |           |           |  |  |       |       |       |  |
|  | Ninjas in Pyjamas | Ninjas in Pyjamas | 2             |               | Ninjas in Pyjamas | Ninjas in Pyjamas | 0         |           |  |  |       |       |       |  |
|  |                   |                   |               |               | Ninjas in Pyjamas | Ninjas in Pyjamas | 0         |           |  |  |       |       |       |  |
|  |                   |                   | Natus Vincere | Natus Vincere | 2                 |                   |           |           |  |  |       |       |       |  |
|  | Luminosity Gaming | Luminosity Gaming | Natus Vincere | Natus Vincere | 2                 | 0                 |           |           |  |  |       |       |       |  |
|  | Luminosity Gaming | Luminosity Gaming |               |               |                   |                   |           |           |  |  |       |       |       |  |
|  | Natus Vincere     | Natus Vincere     | 2             |               |                   |                   |           |           |  |  |       |       |       |  |

Źródło: hltv.org

### Ćwierćfinały
| Drużyna           | Wynik | Mapa        | Wynik | Drużyna       |
| ----------------- | ----- | ----------- | ----- | ------------- |
| Team EnVyUs       | 9     | Mirage      | 16    | Fnatic        |
| Team EnVyUs       | 16    | Cobblestone | 9     | Fnatic        |
| Team EnVyUs       | 16    | Cache       | 2     | Fnatic        |
| Virtus.pro        | 10    | Cache       | 16    | G2 Esports    |
| Virtus.pro        | 17    | Train       | 19    | G2 Esports    |
| Virtus.pro        | -     | Mirage      | -     | G2 Esports    |
| Ninjas in Pyjamas | 16    | Train       | 10    | Team SoloMid  |
| Ninjas in Pyjamas | 16    | Dust II     | 8     | Team SoloMid  |
| Ninjas in Pyjamas | -     | Inferno     | -     | Team SoloMid  |
| Luminosity Gaming | 14    | Dust II     | 16    | Natus Vincere |
| Luminosity Gaming | 13    | Overpass    | 16    | Natus Vincere |
| Luminosity Gaming | -     | Inferno     | -     | Natus Vincere |

### Półfinały
| Drużyna           | Wynik | Mapa    | Wynik | Drużyna       |
| ----------------- | ----- | ------- | ----- | ------------- |
| Team EnVyUs       | 10    | Dust II | 16    | G2 Esports    |
| Team EnVyUs       | 25    | Inferno | 21    | G2 Esports    |
| Team EnVyUs       | 16    | Cache   | 7     | G2 Esports    |
| Ninjas in Pyjamas | 3     | Train   | 16    | Natus Vincere |
| Ninjas in Pyjamas | 6     | Dust II | 16    | Natus Vincere |
| Ninjas in Pyjamas | -     | Inferno | -     | Natus Vincere |

### Finał
| Drużyna     | Wynik | Mapa        | Wynik | Drużyna       |
| ----------- | ----- | ----------- | ----- | ------------- |
| Team EnVyUs | 16    | Train       | 14    | Natus Vincere |
| Team EnVyUs | 16    | Cobblestone | 5     | Natus Vincere |
| Team EnVyUs | -     | Dust II     | -     | Natus Vincere |

## Ranking końcowy
| Miejsce          | Drużyna              | Nagroda  | Skład                                          | Trener   |
| ---------------- | -------------------- | -------- | ---------------------------------------------- | -------- |
| 1.               | Team EnVyUs          | $100,000 | apEX, Happy, kennyS, kioShiMa, NBK             | Next     |
| 2.               | Natus Vincere        | $50,000  | Edward, Guardian, flamie, seized, Zeus         | starix   |
| 3.–4.            | G2 Esports           | $22,000  | dennis, fox, jkaem, Maikelele, rain            |          |
| 3.–4.            | Ninjas in Pyjamas    | $22,000  | allu, f0rest, friberg, GeT RiGhT, Xizt         | HeatoN   |
| 5.–8.            | Fnatic               | $22,000  | flusha, JW, KRiMZ, olofmeister, pronax         | vuggo    |
| 5.–8.            | Luminosity Gaming    | $22,000  | boltz, coldzera, Fallen, fer, steel            | nak      |
| 5.–8.            | Team SoloMid         | $22,000  | cajunb, dev1ce, dupreeh, karrigan, Xyp9x       | 3k2      |
| 5.–8.            | Virtus.pro           | $22,000  | byali, NEO, pashaBiceps, Snax, TaZ             | kuben    |
| 9.–12.           | Cloud9               | $2,000   | fREAKAZOiD, n0thing, sgares, shroud, Skadoodle |          |
| 9.–12.           | Counter Logic Gaming | $2,000   | FNS, hazed, jdm64, reltuC, tarik               |          |
| 9.–12.           | mousesports          | $2,000   | gob b, chrisJ, Denis, nex, NiKo                |          |
| 9.–12.           | Titan                | $2,000   | Ex6TenZ, Rpk, ScreaM, shox, SmithZz            |          |
| 13.–16.          | FlipSid3 Tactics     | $2,000   | B1ad3, bondik, DavCost , markeloff, WorldEdit  | Johnta   |
| 13.–16.          | Team Dignitas        | $2,000   | aizy, Kjaerbye, MSL, Pimp, tenzki              | zonic    |
| 13.–16.          | Team Liquid          | $2,000   | adreN, EliGE, FugLy, Hiko, nitr0               | GBJame^s |
| 13.–16.          | Vexed Gaming         | $2,000   | Furlan, GruBy, Hyper, peet, rallen             |          |
| Źródło: hltv.org |                      |          |                                                |          |